# Jan Kazimierz Paszkiewicz
Jan Kazimierz Paszkiewicz (rus. Ян Казимер Пашъкевич), żył w pierwszej połowie XVII wieku (dokładna data urodzin nie jest znana, zm. w końcu 1635 lub na początku 1636) – Rusin, szlachcic słucki herbu Radwan, wyznawca kalwinizmu. Sługa Kancelarii Wielkiego Księstwa Litewskiego.
Na temat jego życia zachowało się niewiele informacji. Jedną z nich jest ta, że 18 sierpnia 1631 za zasługi w pracy dla kancelarii otrzymał od króla przywilej nominacyjny na dworzanina skarbowego i zapis w wysokości 160 złotych płatnych po śmierci Samuela Branickiego.

## Twórczość
Głównie znany z autorstwa wiersza Polska kwitnie łaciną..., który napisał własną ręką 22 sierpnia 1621 w języku staroruskim na stronie 28 rękopisu Statutu Wielkiego Księstwa Litewskiego z roku 1529 (pierwsza publikacja wiersza drukiem pochodzi z roku 1842):

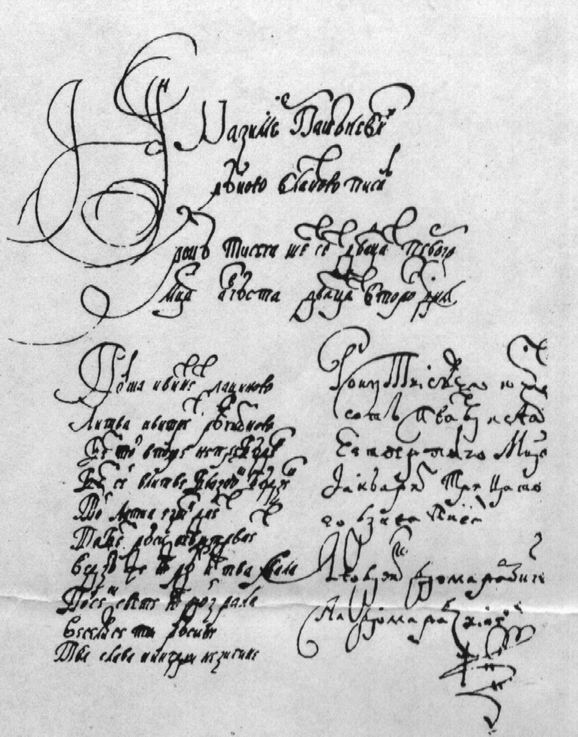
Strona 28 I Statutu Litewskiego z roku 1529 z autografem wiersza.

tekst w języku staroruskim:
Полска квитне лациною,

Литва квитне русчизною.

Без той в Полсце не пребудзеш,

Без сей в Литве блазнем будзеш.

Той лацина езык дает,

Та без Руси не вытрвает.

Ведзь же юж Русь, иж тва хвала

По всем свете юж дойзрала.

Весели ж се ты, Русине,

Тва слава никгды не згине.

polska transkrypcja:
Polska kwitne łacinoju,

Litwa kwitne ruscziznoju.

Bez toj w Polsce nie prebudziesz

Bez siej w Litwie błaznem budziesz.

Toj łacina jezyk dajet,

Ta bez Rusi nie wytrwajet.

Wiedź że już Ruś, iż twa chwała

Po wsiem świetie już dojzrała.

Wiesieli ż sie ty, Rusinie,

Twa sława nikgdy nie zginie.